# Peter Graf Yorck von Wartenburg

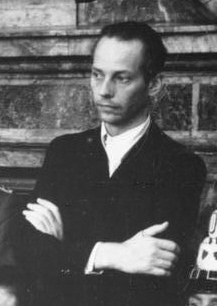
Peter Graf Yorck von Wartenburg vor dem Volksgerichtshof

Peter Graf Yorck von Wartenburg (* 13. November 1904 auf Gut Klein Öls, Landkreis Ohlau, Provinz Schlesien; † 8. August 1944 in Berlin-Plötzensee) war ein deutscher Jurist und bedeutender Widerstandskämpfer gegen den Nationalsozialismus, der zum Kern der Verschwörer vom 20. Juli 1944 zählte.

## Leben

### Jugend auf Klein-Öls und in Roßleben

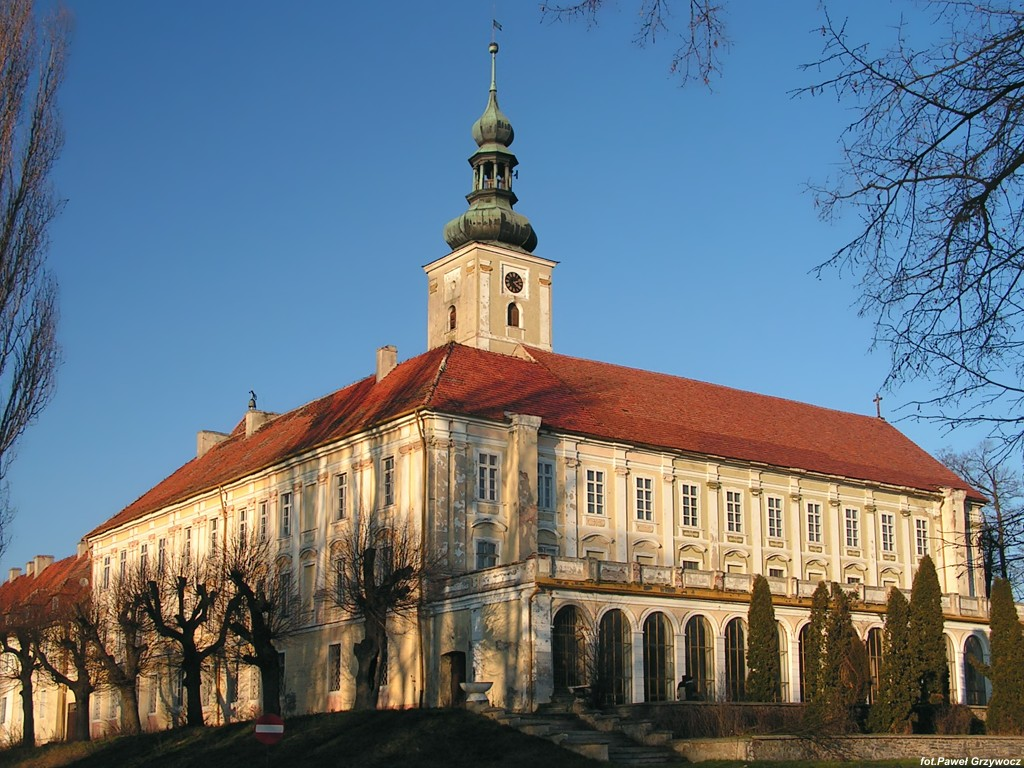
Schloss Klein Öls, Sitz der Familie Yorck von Wartenburg.

Peter Graf Yorck von Wartenburg entstammt dem Adelsgeschlecht Yorck von Wartenburg aus Pommerellen. Die Familie war, als er 1904 geboren wurde, seit einem Jahrhundert in ganz Deutschland vor allem wegen eines Namensträgers bekannt: Ludwig Graf Yorck von Wartenburg. Dieser hatte 1812 den Kriegen gegen Frankreich mit seinem Entschluss, gegen den Befehl seines Königs Friedrich Wilhelm III. zu handeln und in der Konvention von Tauroggen ein Neutralitätsabkommen mit Russland einzugehen, eine Wendung gegeben und damit den Weg in die „Befreiungskriege“ geebnet. Für seine Verdienste wurde er vom König in den Grafenstand erhoben.
In den folgenden Generationen bildete sich eine Tradition eines humanistisch gebildeten preußischen Adelsgeschlechts mit liberal-konservativer Grundeinstellung, in das Peter Graf Yorck von Wartenburg am 13. November 1904 als fünftes von insgesamt zehn Kindern des schlesischen Landrats Heinrich Graf Yorck von Wartenburg hinein geboren wurde. Noch der Kreisauer Kreis berief sich auf die in der Familie Yorck gepflegte Tradition von Tauroggen, unabhängig von äußeren Umständen seinem Gewissen zu folgen.
Er wuchs fast ausschließlich auf dem Gut der Familie, Schloss Klein Öls, in der Nähe von Breslau, auf. Die prägende Gestalt seiner Kindheit war sein Vater, der seinen Kindern eine umfassende humanistische Bildung vermittelte. Die Atmosphäre, in der Peter Yorck aufwuchs, war einerseits geprägt durch anspruchsvolles, künstlerisches Interesse, andererseits durch die preußische Tradition: Pflicht wurde großgeschrieben, allerdings stets verknüpft mit eigenem Nachdenken. Sein Bruder Paul schrieb später, „ein Christentum lutherischer Prägung, die griechische Antike und die Krone Preußens“ seien die wichtigsten Komponenten ihrer Erziehung gewesen. Peter Yorck, der bis zu seinem 16. Lebensjahr ausschließlich von Hauslehrern unterrichtet wurde, galt eher als stilles, in sich gekehrtes Kind. Wie sehr der Vater Heinrich Graf Yorck in der humanistisch-hellenischen Tradition zu Hause war, zeigt, dass gelegentlich die platonischen Dialoge im Urtext gelesen wurden. Auch Goethe spielte eine große Rolle: So versammelte Heinrich Yorck abends seine Kinder um sich, gleich welchen Alters, und sagte Gedichte auf, die ihm gerade durch den Kopf gingen. Auf diese Weise kannte Peter Yorck hunderte Goethe’sche Gedichte und weite Teile des Faust auswendig, was ihm später während seiner KZ-Haft, abgeschnitten von allen Büchern, von Nutzen war. Eine lebendige Schilderung der Atmosphäre in Klein-Oels widmet Joachim Ringelnatz ein Kapitel seiner Autobiographie über seinen fast einjährigen Aufenthalt dort im Jahre 1912. Adlige „Standesgenossen“ mieden Klein-Öls eher, angesichts von so viel Bildung; nur während der regelmäßigen Jagden pflegte die Familie Kontakte zu ihnen. Gleichaltrige Spielkameraden waren dagegen die Kinder der Breslauer Professoren, die häufig zu Gast waren.

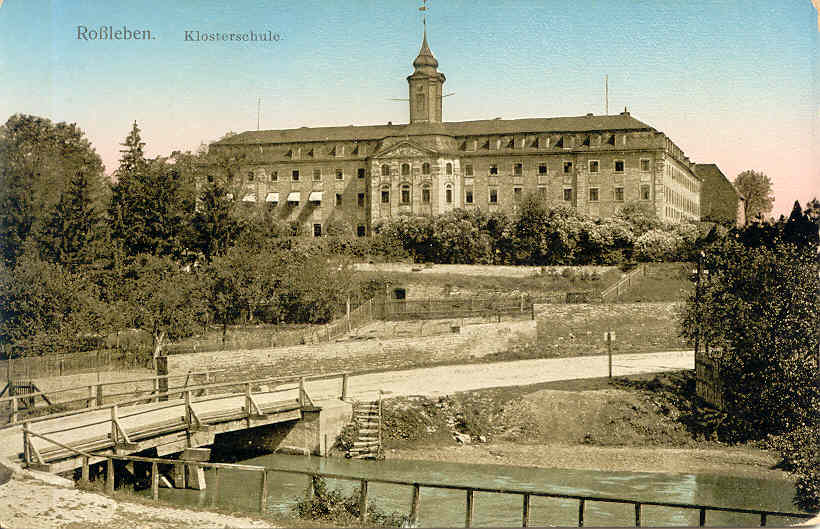
Von 1920 bis 1923 besuchte Peter Yorck die humanistische Klosterschule Roßleben.

Im Oktober 1920 trat Peter Yorck in die evangelische, humanistische Klosterschule Roßleben in der Provinz Sachsen, heute Thüringen, ein. Das traditionsreiche Elitegymnasium, gegründet 1554, hatte zuvor bereits sein älterer Bruder Paul absolviert. Zu seinen Mitschülern zählten auch spätere Mitverschwörer gegen Hitler: Ulrich Wilhelm Graf Schwerin von Schwanenfeld, Albrecht von Kessel, Ernst von Borsig junior, Wolf von Gersdorff und Nikolaus von Halem. Besonders mit Schwerin und Kessel freundete er sich an und sie blieben in allen Lebensphasen freundschaftlich verbunden. In dieser Zeit machte Yorck auch einen Wandel seiner politischen Sichtweise durch: Während er unter dem Einfluss seines Vaters und der Familientradition die Novemberrevolution von 1918 abgelehnt hatte, so fand er sich nun immer mehr mit der Weimarer Republik ab, obgleich Yorck stets ein konservativer Kritiker der Republik und Anhänger einer parlamentarischen Monarchie blieb. Dennoch akzeptierte er von seinem wertkonservativen Standpunkt die Entwicklung der modernen Gesellschaft. Am 22. Februar 1923 verstarb Yorcks Vater Heinrich. Klein-Öls war allerdings bereits zuvor dem ältesten Bruder Paul als Familienfideikommiss übertragen worden. Zwei Monate später legte Peter Graf Yorck von Wartenburg in Roßleben die Reifeprüfung ab.

### Studium in Bonn und Breslau

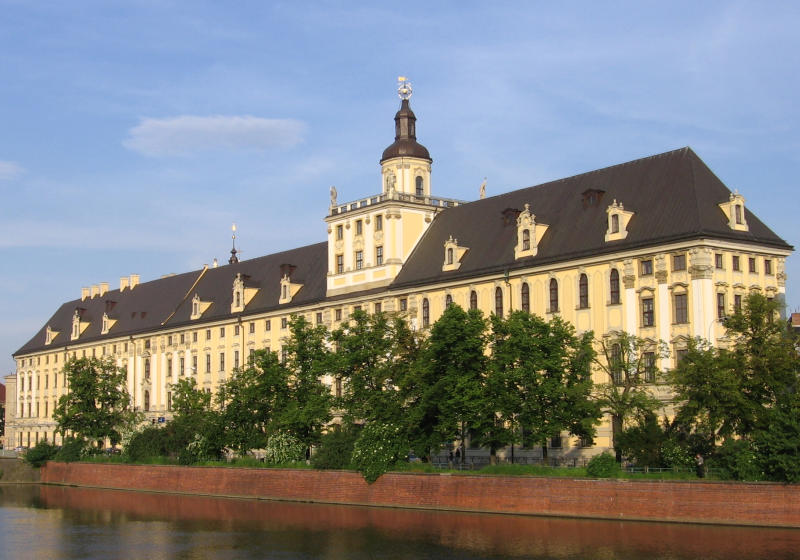
Universität Breslau: 1924–1926 Studienort Peter Yorcks.

Nach dem Abitur in Roßleben schrieb sich Yorck für das Studium der Rechts- und Staatswissenschaften an der Rheinischen Friedrich-Wilhelms-Universität Bonn ein. 1923 wurde er Mitglied des Corps Borussia Bonn. Bei Borussia war auch Yorcks Bruder Paul Graf Yorck von Wartenburg aktiv.
Am 30. Oktober 1924 setzte Yorck nach drei Semestern Bonn sein Studium an der Schlesischen Friedrich-Wilhelms-Universität in Breslau fort, wo er ebenfalls für drei Semester blieb. Dort hielt er weiterhin Kontakt zu seinem ehemaligen Schulfreund Graf Schwerin von Schwanenfeld. Am 14. Oktober 1926 machte Peter Yorck in Breslau das Referendarexamen, bevor er einen Monat später sein Referendariat an den Amtsgerichten Wansen und Brieg sowie am Amtsgericht Brieg in Schlesien antrat. 1927 wurde er in Breslau promoviert mit der Dissertation „Die Haftung der Körperschaften des öffentlichen Rechts für Maßnahmen der Arbeiter- und Soldatenräte“, die bei Hans Helfritz eingereicht wurde. Die Arbeit lässt trotz ihrer deutlichen preußisch-konservativen Sichtweise in der Wahl und Art der Behandlung des Themas auch Yorcks Anerkennung der Weimarer Republik erkennen.
Im April 1928 lernte Peter Yorck bei einer Hochzeitsfeier von Verwandten in Schlesien Marion Winter, Juristin und Tochter des Generaldirektors der staatlichen Bühnen, aus Berlin-Grunewald kennen. Marion Winter empfand ihn zunächst als hochmütig, doch fühlte sie sich von ihm angezogen. Beide blieben für zwei Jahre miteinander befreundet und Yorck besuchte sie alle zwei Wochen in Berlin. Im Herbst reiste Marion Winter zum ersten Mal nach Klein-Öls, wo sie bald „die Gräfin Peter“ genannt wurde. Nach einigen Monaten Mitarbeit in einer Anwaltskanzlei in Berlin wechselte Peter Yorck am 20. Dezember 1928 als Gerichtsreferendar an das Kammergericht und das Amtsgericht Mitte.

### Jurist in Berlin und Schlesien
„Peter war übrigens […] vorher ein eher unpolitischer Mensch. […] Er war von Natur eher ein musischer und nachdenklicher Mensch.“

Während seines Studiums in Breslau hatte Yorck Kontakte zu den Professoren Eugen Rosenstock, Gerhard Schultze-Gaevernitz und Hans Peters knüpfen können und mit ihnen über die Gründung eines Untersuchungskomitees über die ökonomischen und sozialen Verhältnisse im Waldenburger Steinkohlerevier, damals eine der ärmsten Gegenden Mitteleuropas. 1928 kam es zur Gründung der „Löwenberger Arbeitslager“, das vom 14. März bis 1. April durchgeführt worden ist und 1929 und 1930 wiederholt wurde. In der Löwenberger Arbeitsgemeinschaft trafen sich interessierte Studenten, Jungarbeiter und Jungbauern aus allen politischen Lagern, um am Problem des Waldenburger Reviers die Zerrissenheit der Gesellschaft in Klassen und Lager zu überwinden und konkrete Ergebnisse zu erarbeiten. Unter der Leitung von Professor Eugen Rosenstock trafen sich dort auch viele spätere Mitglieder des Kreisauer Kreises erstmals. Zu den Teilnehmern gehörten neben Yorck von Wartenburg auch Horst von Einsiedel, Carl Dietrich von Trotha, Theodor Steltzer, Adolf Reichwein und nicht zuletzt Helmuth James von Moltke. Zunächst über die familiären Verbindungen (Moltkes Onkel war mit einer älteren Schwester Peter Yorcks verheiratet) führten beide angeregte Gespräche miteinander. Später entwickelte sich zwischen Moltke und Yorck eine enge Freundschaft, die für den gesamten Widerstand gegen den Nationalsozialismus von großer Bedeutung war; auf sie ging zu gleichen Teilen die Initiative zur Gründung des Kreisauer Kreises zurück. So können die „Löwenberger Arbeitslager“ sowohl in personeller als auch weltanschaulicher Hinsicht als Vorläufer des Kreisauer Kreises gelten.
Nachdem sich Yorck am 29. Juni 1929 mit Marion Winter in Klein-Öls verlobt hatte, heirateten beide am 31. Mai 1930 in Berlin. Zwei Tage nachdem Peter Yorck sein Assessorexamen abgelegt hatte, fand die Trauung in der Dreifaltigkeitskirche, das anschließende Hochzeitsbankett im Hotel Kaiserhof statt. Das Ehepaar zog in eine gemeinsame Wohnung und knüpfte bald gemeinsame neue Freundschaften, unter anderem zum Lyriker und Gutsherrn von Zollchow, Martin von Katte, und dem Bankier Hermann Josef Abs. Mittlerweile war Peters Bruder Paul Yorck Gutsherr von Klein-Öls. Peter und Marion Yorck selbst zogen in das Gutshaus von Kauern, das zum Familienfideikommiss gehörte. Im Juni 1930 leistete Yorck seine restliche Referendariatszeit am Amtsgericht im schlesischen Wansen ab, bevor er seit dem 1. Juli 1930 in der Anwaltskanzlei „Dr. A. Lindgens“ in Berlin tätig war. In dieser Zeit pendelte er zwischen Berlin und Klein-Öls, wo er aber meist nur die Wochenenden verbringen konnte. Ab dem 1. Oktober 1931 arbeitete Yorck als Gerichtsassessor am Landgericht Oppeln. Letzten Endes entschloss er sich jedoch für die Verwaltungslaufbahn, die er mit seinem Eintritt ins „Kommissariat für die Osthilfe“ einschlug und am 1. April 1932 verbeamtet wurde.

### Widerstand gegen den Nationalsozialismus
„Wenn wir uns einbilden, etwas ähnliches wie eine Elite zu sein, oder eine Führungsaufgabe zu haben, dann haben wir versagt und zwar dem einfachen Manne, dem Arbeiter gegenüber, denn sonst hätte das Dritte Reich nicht passieren dürfen. Wir haben eine Schuld gutzumachen am deutschen Arbeiter, deshalb müssen wir dieses Regime beseitigen.“

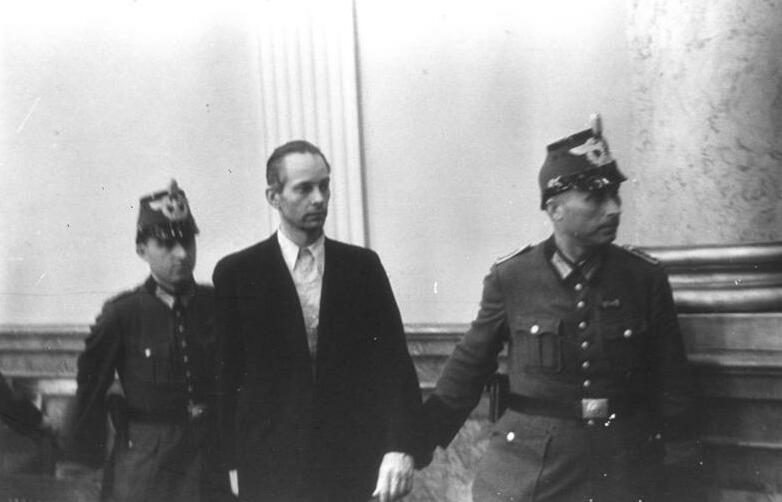
Peter Graf Yorck von Wartenburg vor dem Volksgerichtshof

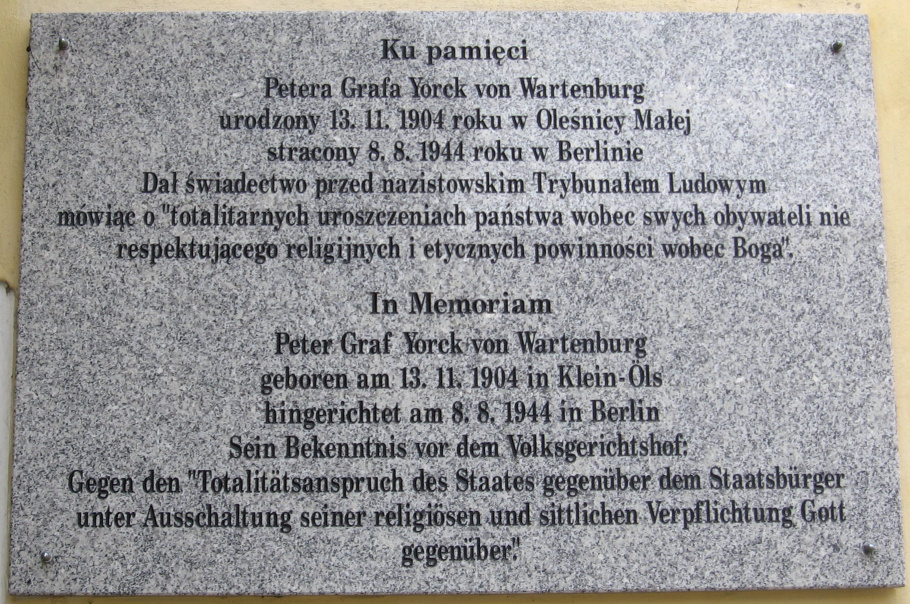
Gedenktafel für Yorck in Klein-Öls.

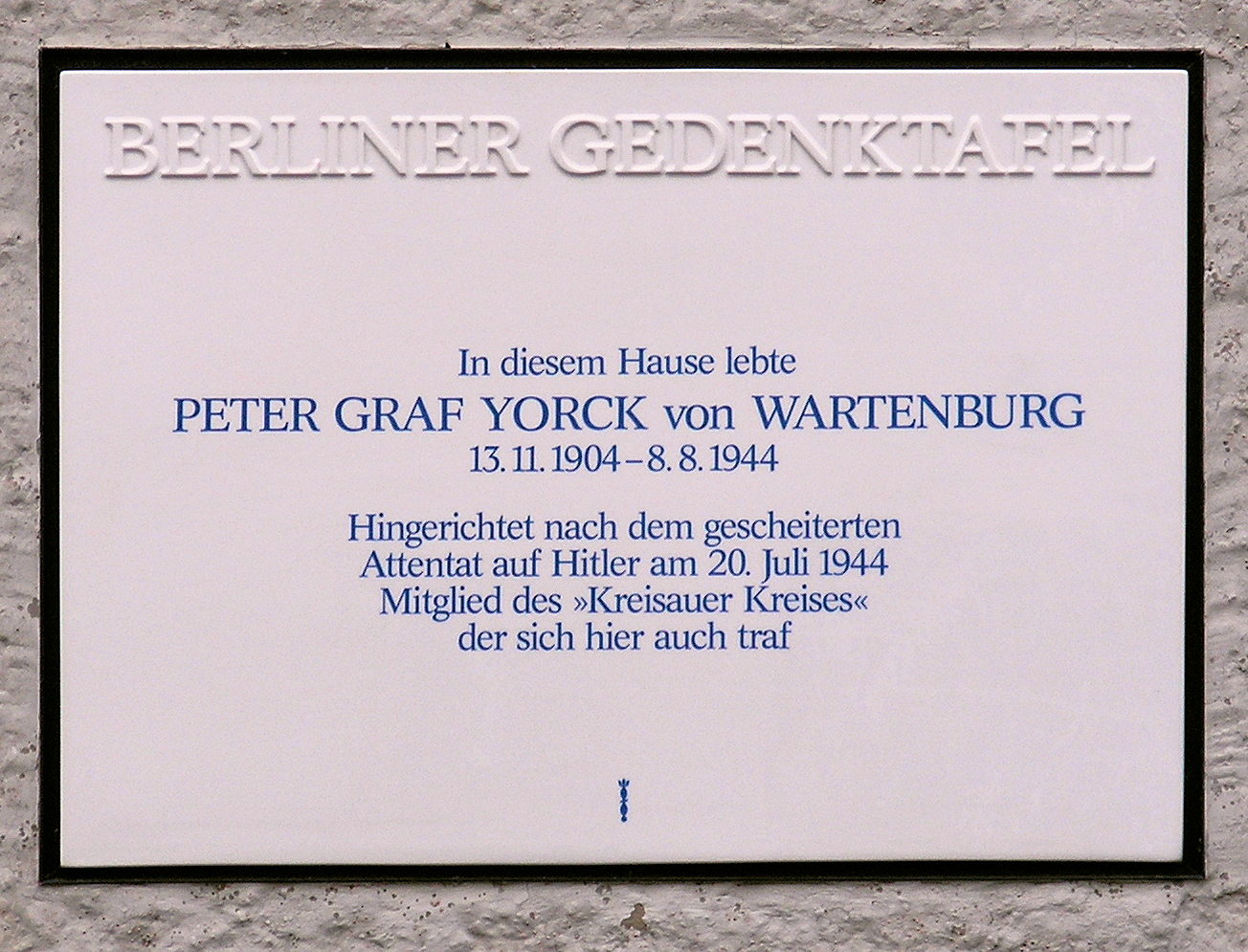
Berliner Gedenktafel am Haus Hortensienstraße 50 in Berlin-Lichterfelde (Nähe S-Bahnhof Botanischer Garten)

Von seinem späteren Mit-Widerstandskämpfer Hans Bernd Gisevius als „sozialistischer Graf“ bezeichnet, lehnte der liberal-konservative Preuße Peter Graf Yorck von Wartenburg die nationalsozialistische Ideologie von Anbeginn ab. Da er sich aus demokratischer und humanistischer Überzeugung weigerte, der NSDAP beizutreten, wurde er, nachdem er 1934 zum Oberpräsidium Breslau und 1936 noch in die Behörde des Kommissars für Preisbildung gewechselt war, seit 1938 nicht mehr befördert und kam trotz seiner von den Vorgesetzten anerkannten Leistungen und Fähigkeit als Verwaltungsexperte nicht über den Rang eines Oberregierungsrats hinaus. Nach den Novemberpogromen 1938 gründete er mit seinen Freunden Fritz-Dietlof von der Schulenburg und Ulrich Wilhelm Graf Schwerin von Schwanenfeld einen Gesprächskreis über die Grundsätze einer Reichsverfassung nach dem Ende der Herrschaft des Nationalsozialismus. Zu Beginn des Zweiten Weltkrieges wurde er als Leutnant in der Funktion des Adjutanten eines Panzerregiments eingesetzt, ab 1942 – wegen eines Bandscheibenleidens nicht frontverwendungsfähig – im Wirtschaftsstab Ost. Durch den Tod seiner Brüder während des deutschen Überfalls auf Polen verstärkte sich noch während seiner Dienstzeit seine Gegnerschaft zum Regime und die Ablehnung des Krieges.
Über Helmuth James Graf von Moltke, mit dem ihn seit Januar 1940 eine enge Freundschaft verband, kam Yorck in Kontakt zu verschiedenen Regimegegnern, wie Moltkes Cousin Berthold Schenk Graf von Stauffenberg sowie Adam von Trott zu Solz. Mit Moltke gehörte er zu den Gründungsmitgliedern und prägenden Persönlichkeiten des 1940 entstehenden Kreisauer Kreises, der Vertreter unterschiedlicher politischer und gesellschaftlicher Gruppen zusammenbrachte, um Pläne für ein Deutschland nach dem Ende des NS-Regimes zu entwerfen. Als Moltkes Berliner Wohnung 1943 ausgebombt wurde, zog dieser zu Yorck von Wartenburg in dessen Wohnung in der Hortensienstraße 50 in Berlin-Lichterfelde. Anders als Moltke begrüßte Yorck ein Attentat auf Hitler und drängte nach der Verhaftung Moltkes und näherem Kontakt mit seinem Cousin Claus Schenk Graf von Stauffenberg auf die rasche Umsetzung der Anschlagspläne.
Drei Treffen des Kreises fanden im sogenannten Berghaus, dem Wohnhaus der Familie Moltke nahe dem Schloss Kreisau in Kreisau, häufiger aber noch in der Wohnung der Yorcks in der Hortensienstraße statt. Zum letzten Treffen vor dem Attentat kamen die Verschwörer (Stauffenberg vertreten durch seinen Adjutanten Werner von Haeften) bei Jens Peter Jessen in der nahen Limonenstraße zusammen. Noch nach dem Krieg kamen mehrere vormalige Oppositionelle – zum Teil auf Vermittlung der Witwe Yorck – in der unmittelbaren Nachbarschaft der Yorckschen Wohnung in der Hortensienstraße unter, so neben Jessens Hinterbliebenen der spätere Bundestagspräsident Eugen Gerstenmaier und der spätere Berliner Kultursenator Joachim Tiburtius.
Nach dem gescheiterten Attentat und Umsturzversuch des 20. Juli 1944, bei dessen Gelingen Peter Graf Yorck von Wartenburg im Schattenkabinett Beck/Goerdeler als Staatssekretär in der Reichskanzlei eingeplant war, wurde er noch am Abend des 20. Juli im Bendlerblock verhaftet, am 8. August 1944 durch den Volksgerichtshof zum Tode verurteilt und am selben Tage in der Hinrichtungsstätte des Strafgefängnisses Berlin-Plötzensee auf ausdrücklichen Befehl Hitlers erhängt. Graf Yorck von Wartenburg gehört zu den hingerichteten Corpsstudenten, die 70 und 75 Jahre nach dem Attentat in der Gedenkstätte Plötzensee geehrt wurden. Es sprachen Wolfgang von der Groeben (2014) und Rüdiger Döhler (2019).

## Rezeption
1945 erschien die Erzählung Der Leutnant Yorck von Wartenburg von Stephan Hermlin, die 1981 mit Alexander Lang in der Hauptrolle für das Fernsehen der DDR verfilmt wurde.

## Dokumente und Erinnerungen
- Marion Gräfin Yorck von Wartenburg: Die Stärke der Stille. Erzählung eines Lebens aus dem deutschen Widerstand. Aufgeschrieben von Claudia Schmölders. Köln 1984, ISBN 978-3-424-00787-9.
- Marion Gräfin Dönhoff: Um der Ehre willen. Erinnerungen an die Freunde vom 20. Juli. 1. Auflage, Siedler, Berlin 1994, ISBN 978-3-88680-532-7.